# Сосна Массона
Сосна Ма́ссона (лат. Pinus massoniana) — дерево рода Сосна (лат. Pinus) семейства Сосновые (лат. Pinaceae).
Вид назван в честь ботаника Фрэнсиса Массона, который никогда не посещал Китай.

## Ботаническое описание
Это вечнозелёное хвойное дерево, достигающее 25—45 м в высоту, с широкой округлой кроной и длинными ветвями. Ствол в диаметре до 150 см. Кора толстая, серо-коричневая с чешуйками оранжево-красного цвета. Листья игольчатые, тёмно-зелёные, собраны в пучки по два, 12-20 см длиной и 0,8-1 мм шириной. Шишки яйцевидные, 4-7 см длиной, каштаново-коричневые, открытые, когда созревают в конце зимы шириной 4-6 см. Семена крылатые, 4-6 мм длиной крыла 10-15 мм. Опыление происходит посередине весны.

## Распространение
Вид распространён в центральной и юго-восточной части Китая (провинции: Аньхой, Фуцзянь, Гуандун, Гуанси, Гуйчжоу, Хайнань, Хэнань, Хубэй, Хунань, Цзянсу, Цзянси, Сычуань, Чжэцзян), Гонконге и на Тайване. Сосна Массона растёт преимущественно на высоте 1500—2000 метров над уровнем моря.

## Хозяйственное значение и применение
Древесина дерева имеет важное хозяйственное значение в Китае. Из смолы дерева получают канифоль.

## Таксономия
Pinus massoniana Lamb., 1803, Descr. Pinus 1: 17.

### Синонимы
- Pinea massoniana (Lamb.) Opiz
- Pinus argyi Lemée & H.Lév.
- Pinus argyi var. longivaginans H.Lév.
- Pinus canaliculata Miq.
- Pinus cavaleriei Lemée & H.Lév.
- Pinus crassicorticea Y.C.Zhong & K.X.Huang
- Pinus massoniana var. planiceps A.Murray bis ex Mast.
- Pinus massoniana var. shaxianensis D.X.Zhou
- Pinus nepalensis J.Forbes
- Pinus sinensis D.Don

### Разновидности
Известен один общепризнанный варитет:
Pinus massoniana var. hainanensis W.C.Cheng & L.K.Fu, 1975,  Acta Phytotax. Sin. 13(4): 85.